# Marjinkai csata
A marjinkai csata a kelet-ukrajnai háború egy rövid csatája volt Doneckben Marjinkánál.

## A csata
Az ukrán hadsereg szerint június 3-án délután 15 körül lövések dördültek el a kormány kezén lévő Marinka közelében. Ekkor szeparatisták indítottak offenzívát tankokkal és 1000 harcossal. A Donyecki Népköztársaság szerint ez a június 2-ről 3-ra virradó éjszaka az ukrán hadsereg által Doneck, Horlivka, Sztaromihailivka és Jenakijeve végrehajtott heves rakétatámadásra adott válasz volt. Hozzátették, hogy ezek a lövések 15 ember életét követelték a Doneckhez tartozó Marjinkában. A szeparatisták támadása tüzérségi rohammal kezdődött, majd napfelkeltekor megindultak a gyalogos és a tankosított csapatok is. A harcok annak első befejezésééig nagyjából 12 órán át tartottak, majd később újraindult. A harcok átterjedtek Krasznohorivkára, és a kaotikus, véres utcai harcok során mindkét város lángokba borult. Rakétákkal és tüzérséggel támadták egymást az ellenfelek.
A nap végére a város egy része fölött a felkelők átvették a hatalmat. Az ukrán parlament egyik képviselője szerint Marjinkában ez az arány eléri a 70%-ot. Mivel sikerült tűzszünetet kötni, Marjinkában a helyzet estére stabilizálódott. Az ukrán hadsereg szerint a tűzszünet értelmében ismét ők ellenőrzik a várost. Mind a Donyecki Népköztársaság hadügyminisztere, Vladimir Kononov, mind az ukrán hadsereg megerősítette az EBESZ-nek, hogy Marinka ukrán fennhatóság alatt áll. A városban és a környékén folyt harcok során 20 szeparatista és négy katona meghalt, míg 99 szeparatista és 39 katona megsebesült. Ezen felül 9 polgári lakos is az életét vesztette, további 30 pedig megsebesült.
A Kyiv Post azt írta, hogy ukrán katonai parancsnokok szerint ha a felkelők elfoglalják volna Marinkát és Krasznohorivkát, ez elzárta volna az ukrán területektől a Donecktől észak-északnyugatra fekvő Piszkiben és Avgyiivkában állomásozó ukrán egységeket. A harcban részt vevő ukrán katonák úgy nyilatkoztak a lapnak, hogy azt hitték, a csata legfőbb célja a kapacitásaik letesztelése volt. Ezt az álláspontot erősítette meg Pavel Felgengauer orosz katonai elemző is.

## Következmények
Az AP egyik riportere rövid időre meglátogatta a várost, és megerősítette, hogy az tényleg a kormány ellenőrzése alatt áll, és a hadsereg tisztogató hadműveletekben kezdett. Aznap a kormány aknavetői és tüzérsége további, a Donyecki Népköztársasághoz tartozó városokat lőtt, többek között Donecket, miközben 16 szeparatista és öt polgári lakos meghalt, és 86 harcos, valamint 38 ottani polgár megsérült. Az ukrán elnök másnap arról számolt be, hogy Marjinkát visszafoglalták, a felkelőket kiűzték, és elfogtak 12 szabotőrt, köztük egy oroszt is. Állításait független forrásból nem erősítették meg. A felkelők azt mondták, ők nem támadták meg a várost, és a városban lezajlott fegyveres viszályt ők ellentámadásnak nevezték